# Sprintvärldsmästerskapen i kanotsport 1948
Sprintvärldsmästerskapen i kanotsport 1948 anordnades i London i Storbritannien.

## Medaljsummering
| Pl.    | Nation          | Guld | Silver | Brons | Totalt |
| ------ | --------------- | ---- | ------ | ----- | ------ |
| 1      | Danmark         | 1    | 1      | 3     | 5      |
| 2      | Sverige         | 3    | 1      | 0     | 4      |
| 3      | Österrike       | 0    | 1      | 1     | 2      |
| 4      | Tjeckoslovakien | 0    | 1      | 1     | 2      |
| 5      | Finland         | 1    | 0      | 0     | 1      |
| 6      | Norge           | 0    | 1      | 0     | 1      |
| Totalt | Totalt          | 5    | 5      | 5     | 15     |

### Herrarnas kajak
| Gren                | Guld                                                                      | Tid | Silver                                                               | Tid | Brons                                                              | Tid |
| K-1 500 m           | Gert Fredriksson (SWE)                                                    |     | Lars Glasser (SWE)                                                   |     | Poul Agger (DEN)                                                   |     |
| K-1 4 x 500 m relay | Sverige Lars Glasser Lars Helsvik Lennart Klingström Gert Fredriksson     |     | Norge Ivar Mathisen Iver Iversen Hans Gulbrandsen Eivind Skabo       |     | Danmark Bernhard Jensen Poul Agger Ejvind Hansen Johan Kobberup    |     |
| K-2 500 m           | Finland Thor Axelsson Nils Björklöf                                       |     | Danmark Alfred Christensen Finn Rasmussen                            |     | Danmark Bernhard Jensen Ejvind Hansen                              |     |
| K-4 1000 m          | Sverige Hans Berglund Lennart Klingström Gunnar Åkerlund Hans Wetterström |     | Österrike Herbert Klepp Paul Fehlinger Walter Piemann Albert Umgeher |     | Tjeckoslovakien Ludvík Klíma Karel Lomecký Ota Krouthil Miloš Pech |     |

### Damernas kajak
| Gren      | Guld                              | Tid | Silver                                           | Tid | Brons                                        | Tid |
| K-2 500 m | Danmark Karen Hoff Bodil Svendsen |     | Tjeckoslovakien Marta Kohoutová Růžena Košťálová |     | Österrike Fritzi Schwingl Gertrude Liebhardt |     |